# Všestary (Hradec Králové)
Všestary é uma comuna checa localizada na região de Hradec Králové, distrito de Hradec Králové‎.